# Nobody (película)
Nobody (en España: Nadie) es una película de suspense de acción estadounidense de 2021 dirigida por Ilya Naishuller y escrita por Derek Kolstad. La película está protagonizada por Bob Odenkirk, Connie Nielsen, RZA, Aleksei Serebryakov y Christopher Lloyd, y sigue a un hombre que ayuda a un extraño que es acosado por un grupo de hombres, solo para convertirse en el objetivo de un narcotraficante vengativo. Odenkirk y David Leitch se encuentran entre los productores de la película.
Nobody fue estrenada en cines en los Estados Unidos el 26 de marzo de 2021 por Universal Pictures. La película recibió críticas generalmente positivas de los críticos, que elogiaron la actuación de Odenkirk, y recaudó $55 millones en todo el mundo.

## Argumento
Hutch Mansell es un hombre aparentemente normal; tiene dos hijos con su esposa Becca, tiene un trabajo ordinario como oficinista en la empresa de fabricación de metales de su suegro Eddie, y generalmente se mantiene para sí mismo. El tedio de su vida lo agobia lentamente, él y su esposa no han tenido intimidad en años, y su hijo Blake no lo respeta. Solo su hija menor, Sammy, le muestra algún afecto.
Una noche, un hombre y una mujer irrumpen en su casa y lo sujetan a punta de pistola, exigiendo dinero. Hutch les da su reloj, pero cuando intentan irse, Blake aborda a uno de ellos. Hutch está a punto de atacarlos con un palo de golf, pero se detiene y los deja escapar, lo que provoca que Blake tenga un ojo morado. El incidente hace que Blake se aleje aún más de su padre, y todos en la vida de Hutch, desde su vecino hasta su cuñado en el trabajo, le preguntan por qué no trató de detener a los ladrones. Hutch contacta a su medio hermano Harry, supuestamente fallecido, en una radio oculta en su oficina y explica que se contuvo porque los ladrones estaban usando un arma descargada.
Más tarde ese día, Sammy le pide ayuda a su padre para encontrar su brazalete, que Hutch cree que se llevaron los ladrones. Sin decir una palabra, va a ver a su anciano padre, David, y toma prestada su vieja placa del FBI y su pistola para localizar a los ladrones. Encuentra su apartamento y los amenaza, pero cuando se da cuenta de que le robaron para conseguir dinero para pagar el tratamiento médico de su bebé enfermo, se marcha avergonzado. El autobús que lleva a casa es detenido por una banda de matones rusos, y Hutch saca su frustración golpeándolos salvajemente a todos.
Harry luego lo envía a ver a un hombre al que se hace referencia solo como "El Barbero», quien le proporciona a Hutch información sobre una de sus víctimas: es el hermano menor de Yulian Kuznetsov, un notorio ejecutor de la mafia rusa. Aunque Yulian desprecia a su hermano, siente la obligación de vengarlo y envía un equipo dirigido por su mano derecha Pavel para atacar a Hutch en casa. Hutch esconde a su familia y mata a la mayoría de los atacantes antes de que Pavel lo someta con un taser y lo ponga en el maletero de un automóvil para llevarlo a Yulian. Al encontrar un extintor en el maletero, Hutch lo usa para sorprender a sus secuestradores, lo que hace que el automóvil se estrelle, matando a Pavel. Después, regresa a casa, envía a Becca y a los niños a un lugar seguro y le prende fuego a su casa para destruir cualquier evidencia.
Luego, se explica que Hutch es un ex «auditor», un asesino empleado por agencias de inteligencia para matar a personas que eran consideradas intocables o demasiado difíciles de arrestar. Hizo su trabajo con diligencia hasta que dejó libre a un objetivo que se suponía que debía matar por malversar fondos del gobierno de Estados Unidos. Al regresar un año después, Hutch descubrió que el hombre se había construido una nueva vida y una nueva familia; queriendo una vida similar a la suya, Hutch decidió retirarse en contra de los deseos de sus superiores, y desde entonces había hecho todo lo posible por suprimir cualquier recuerdo de su antigua vida.
Después de darle a Eddie un alijo de lingotes de oro para comprarle su empresa, Hutch quema la colección de arte de Yulian y el dinero que estaba protegiendo para la mafia, diciéndole que puede elegir ir tras él o tomar lo que le queda y huir. Enfurecido, Yulian llama a todos los hombres en su nómina y persigue a Hutch a la fábrica, donde David y Harry aparecen para ayudar a Hutch a eliminar a los gánsteres usando una variedad de armas y trampas mortales que Hutch había instalado. Matan a todos los hombres armados, con la excepción de Yulian, que dispara y hiere a Harry; Hutch lo carga con una mina Claymore unida a un escudo a prueba de balas y la detona, matando a Yulian. Deja que su padre y su hermano escapen y es arrestado por la policía, solo para ser liberado rápidamente sin que se presenten cargos.
Tres meses después, mientras compra una casa nueva con Becca, Hutch recibe una llamada que sugiere que sus servicios aún son necesarios. En una escena de mitad de créditos, se muestra a Harry y David conduciendo a un lugar no revelado en una casa rodante llena de armas.

## Reparto
- Bob Odenkirk como Hutch Mansell
- Connie Nielsen Como Becca Mansell
- RZA como Harry Mansell
- Aleksei Serebryakov como Yulian Kuznetsov
- Christopher Lloyd como David Mansell
- Gage Munroe como Blake Mansell
- Paisley Cadorath como Sammy Mansell
- Colin Salmon como El Barbero
- J. P. Manoux como Darren
- Paul Esseiembre como Jim
- Humberly González como Lupita
- Araya Mengesha como Pavel

## Producción
En enero de 2018, se anunció que Bob Odenkirk se había unido el reparto de la película, con Ilya Naishuller como director, a partir de un guion de Derek Kolstad. Además, se anunció que Odenkirk también sería productor en la película junto a David Leitch. Por su parte, Kolstad fue productor ejecutivo, junto con Marc S. Fischer y Tobey Maguire. STX Entertainment fue la distribuidora de película. En abril de 2019, Universal Pictures adquirió los derechos de distribución de STX. En octubre de 2019, Connie Nielsen y Christopher Lloyd se unieron al reparto de la película.
El rodaje empezó en Los Ángeles en septiembre de 2019.

## Estreno
Nobody fue originalmente planificada para ser estrenada en cines en Estados Unidos el 14 de agosto del 2020 por Universal Pictures, pero el 7 de abril la película fue pospuesta seis meses, al 26 de febrero de 2021, debido a la pandemia de COVID-19. El 9 de julio, la película fue retrasada de nuevo (una semana), y se pretendía que fuera estrenada el 19 de febrero de 2021. Pero el 10 de diciembre de 2020, Universal decidido seguir su plan original, reprogramando la película para su estreno el 26 de febrero.

## Recepción
Nobody recibió en reseñas generalmente positivas de parte de la crítica y la audiencia. En el sitio web especializado Rotten Tomatoes, la película posee una aprobación de 84%, basada en 284 reseñas, con una calificación de 7,0/10, y con un consenso crítico que dice: «Nobody no abre nuevos caminos para el género, pero este thriller visceralmente violento aplasta, destroza y destruye muchas otras cosas; todo mientras demuestra que Bob Odenkirk tiene lo que se necesita para ser una estrella de acción». En cuanto a la audiencia, tiene una aprobación de 90%, basada en más de 5000 votos, con una calificación de 4,3/5.
El sitio web Metacritic le dio a la película una puntuación de 64 de 100, basada en 43 reseñas, indicando «reseñas generalmente favorables». Las audiencias encuestadas por CinemaScore le otorgaron a la película una «A-» en una escala de A+ a F, mientras que en el sitio IMDb los usuarios le asignaron una calificación de 7,4/10, sobre la base de 249 652 votos. En la página web FilmAffinity la cinta tiene una calificación de 6,5/10, basada en 13 399 votos.